# راجا شاري
راجا شاري هو طيار اختبار ورائد فضاء أمريكي ولد في 24 يونيو 1977.